# 趙粛
趙 粛（ちょう しゅく、生没年不詳）は、中国の北魏から西魏にかけての政治家。字は慶雍。本貫は河南郡洛陽県。

## 経歴
趙申侯の子として生まれた。524年、酈道元が河南尹となると、趙粛は召されて主簿となった。孝昌年間、殿中侍御史となり、威烈将軍・奉朝請・員外散騎侍郎の位を加えられた。まもなく直後に任ぜられ、直寝に転じた。528年に廷尉平に任ぜられ、529年に廷尉監に転じた。後に母の喪のため辞職し、再起すると廷尉正となった。病のため免官された。長らくして、征虜将軍・中散大夫の位を受け、左将軍・太中大夫に転じた。534年、東魏が建国されると、新安郡太守に任ぜられた。
537年、西魏の独孤信が東征してくると、趙粛は一族を率いて降伏した。司州治中の位を受け、別駕に転じた。糧食を監督して、軍用の供給を途絶えさせなかった。宇文泰が「趙粛は洛陽の主人というべきなり」と評した。541年、別駕のまま鎮南将軍・金紫光禄大夫・都督の位を加えられた。義徒の軍を率いて、大塢に拠って守備した。また行台左丞を兼ねて、東道を慰撫した。543年、行華山郡事をつとめた。
547年、廷尉少卿に任ぜられた。548年の元日、朝礼がおこなわれたが、封爵をもたないものは参加できなかった。このとき趙粛は封土を持たなかったので、左僕射の長孫倹が趙粛に封土を与えるよう宇文泰に上申した。宇文泰は趙粛を召し出して、自ら封名を選ばせることとした。趙粛は「河の清きは太平の結果であるので、ひそかに願うところです」と答えた。このため清河県子に封ぜられた。550年、廷尉卿に任ぜられ、征東将軍の位を加えられた。
趙粛は長らく裁判をつかさどる官にあった。その処断は、みなの感情を納得させるものであった。自宅にあっては清廉でつつましく、財産を殖やそうとしなかった。551年、車騎大将軍・儀同三司・散騎常侍の位に進み、乙弗氏の姓を賜った。精神疾患のため辞職し、家で死去した。
子の趙正礼は、斉王宇文憲の下で府属をつとめ、大都督・新安郡太守となった。

## 伝記資料
- 『周書』巻三十七 列伝第二十九
- 『北史』巻七十 列伝第五十八